# Copacabana
Copacabana е студиен албум от 1979 г. на Сара Вон. Това е втората продукция на джаз певицата след I Love Brazil!, посветена на стила боса нова. Brazillian Romance излиза по-късно, през 1987 г.

## Критическа оценка
Макар тогавашната оценка на Леонард Федър, критик към Лос Анджелис Таймс, да е по-скоро смесена като интерпретация, той не настъпва Вон:
"Че продукцията не достига постоянните височини на прешественика си I Love Brazil, не може да бъде вменявано като вина на Вон. Разликата е в акомпанимента, който тук е колеблив. Кому е нужен този унисон хор в дълбочина, който е в Smiling Hour? Вон не е Мич Милър. Опростените перкусии на Bonita биха могли да бъдат метроном. Въпреки всичко, китарата на Елио Делмиро, неупоменатото виолончело и несравнимият контра алт на Вон в Dindi, Gentle Rain и Double Rainbow на Жобим (с английски текст на Джийн Лийс) издигат албума до оценка 3,5.